# Montbazens

Montbazens este o comună în departamentul Aveyron din sudul Franței. În 1 ianuarie 2022 avea o populație de 1.444 de locuitori.